# Griffin Poetry Prize
Il Griffin Poetry Prize è un premio letterario assegnato annualmente alla migliore opera poetica scritta o tradotta in lingua inglese.
Fondato nell'aprile del 2000 dal filantropo e uomo d'affari Scott Griffin assieme agli scrittori Margaret Atwood, Robert Hass, Michael Ondaatje, Robin Robertson e David Young, è suddiviso in due categorie: miglior poeta canadese e miglior autore internazionale.
Considerato il più generoso premio canadese dedicato a una singola raccolta di liriche, riconosce ai vincitori assoluti di ciascuna categoria 65000 dollari canadesi, mentre ai finalisti ne attribuisce 10000.

## Albo d'oro (2001-2022)
| Anno | Vincitore canadese e opera vincitrice                         | Vincitore internazionale e opera vincitrice                                                 |
| ---- | ------------------------------------------------------------- | ------------------------------------------------------------------------------------------- |
| 2001 | Anne Carson Men in the Off Hours                              | Nikolai B. Popov e Heather McHugh Traduzione di Glottal Stop: 101 Poems (di Paul Celan)     |
| 2002 | Christian Bök Eunoia                                          | Alice Notley Disobedience                                                                   |
| 2003 | Margaret Avison Concrete and Wild Carrot                      | Paul Muldoon Moy Sand and Gravel                                                            |
| 2004 | Anne Simpson Loop                                             | August Kleinzahler The Strange Hours Travelers Keep                                         |
| 2005 | Roo Borson Short Journey Upriver Toward Oishida               | Charles Simić Selected Poems: 1963-2003                                                     |
| 2006 | Sylvia Legris Nerve Squall                                    | Kamau Brathwaite Born to Slow Horses                                                        |
| 2007 | Don McKay Strike/Slip                                         | Charles Wright Scar Tissue                                                                  |
| 2008 | Robin Blaser The Holy Forest: Collected Poems of Robin Blaser | John Ashbery Notes from the Air: Selected Later Poems                                       |
| 2009 | A. F. Moritz The Sentinel                                     | Carolyn D. Wright Rising, Falling, Hovering                                                 |
| 2010 | Karen Solie Pigeon                                            | Eiléan Ní Chuilleanáin The Sun-fish                                                         |
| 2011 | Dionne Brand Ossuaries                                        | Gjertrud Schnackenberg Heavenly Questions                                                   |
| 2012 | Ken Babstock Methodist Hatchet                                | David Harsent Night                                                                         |
| 2013 | David McFadden What's the Score?                              | Fady Joudah Traduzione di The Straw Bird It Follows Me, and Other Poems (di Ghassan Zaqtan) |
| 2014 | Anne Carson Red Doc>                                          | Brenda Hillman Seasonal Works with Letters on Fire                                          |
| 2015 | Jane Munro Blue Sonoma                                        | Michael Longley The Stairwell                                                               |
| 2016 | Liz Howard Infinite Citizen of the Shaking Tent               | Norman Dubie The Quotations of Bone                                                         |
| 2017 | Jordan Abel Injun                                             | Alice Oswald Falling Awake                                                                  |
| 2018 | Billy-Ray Belcourt This Wound is a World                      | Susan Howe Debths                                                                           |
| 2019 | Eve Joseph Quarrels                                           | Don Mee Choi Traduzione di Autobiography of Death (di Kim Hyesoon)                          |
| 2020 | Kaie Kellough Magnetic Equator                                | Sarah Riggs Traduzione di Time (di Etel Adnan)                                              |
| 2021 | Canisia Lubrin The Dyzgraphxst                                | Valzhyna Mort Music for the Dead and Resurrected                                            |
| 2022 | Tolu Oloruntoba The Junta of Happenstance                     | Douglas Kearney Sho                                                                         |

## Albo d'oro (dal 2023)
| Anno | Vincitore unico                                         | Vincitore miglior esordio |
| ---- | ------------------------------------------------------- | ------------------------- |
| 2023 | Roger Reeves Best Barbarian                             | Emily Riddle The Big Melt |
| 2024 | George McWhirter Self-Portrait in the Zone of Silence   | Maggie Burton Chores      |
| 2025 | Durs Grünbein (tradotto da Karen Leeder) Psyche Running | Dawn Macdonald Northerny  |